# Crystal Kay

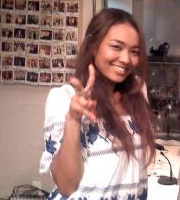
Crystal Kay (2008)

Crystal Kay Williams (japanisch クリスタル・ケイ・ウィリアムズ Crystal Kay Williams, * 26. Februar 1986 in Yokohama) ist eine japanische J-Pop-Sängerin koreanisch-US-amerikanischer Abstammung. Sie benutzt ihre Vornamen Crystal Kay als Künstlernamen.

## Leben
Williams’ Vater, ein afroamerikanischer Bassist, wurde in New Jersey geboren, ihre Mutter, Sängerin, ist Japanerin mit koreanischen Wurzeln. Williams spricht fließend Englisch und Japanisch und hat Französisch gelernt. Mit sechs Jahren sprach sie Werbetexte für Fernsehwerbung. Ihren Plattenvertrag unterschrieb sie mit zwölf bei Epic Records Japan, einem Label von Sony Music Entertainment Japan. Mit dreizehn erfolgte ihr Debüt als Sängerin. Sie besuchte die Nile C. Kinnick High School und anschließend die Sophia-Universität.
Als ihre größten Einflüsse nennt sie Janet Jackson und Michael Jackson sowie japanische Künstler wie Tetsuya Komuro, Speed und Namie Amuro.

## Karriere

### 1999 bis 2001: Debüt und erste Schritte in die Musikbranche
Ihre Debüt-Single Eternal Memories veröffentlichte sie am 1. Juli 1999. Die Single wurde im Kassetten-Format und im CD-Format angeboten, erreichte allerdings nur Platz 47 der Oricon-Charts in Japan. Zwei Monate später, im September, veröffentlichte sie ihre zweite Single Teenage Universe: Chewing Gum Baby, die Single war ebenfalls im Kassetten- sowie im CD-Format erhältlich und debütierte, wie ihre Debüt-Single, auf Platz 47 der japanischen Oricon-Charts. Am 11. November veröffentlichte sie ihre dritte Single Komichi no Hana (jap. こみちの花).
Ihr erstes Studioalbum C.L.L Crystal Lover Light veröffentlichte sie, im Alter von 14 Jahren, am 23. März 2000. Das Album verkaufte sich bis zu 20.000-mal und stieg in der ersten Verkaufswoche auf Platz 60 der Charts ein. Parallel zur Veröffentlichung, brachte Crystal Kay ihre vierte Single Shadow of Desire auf den Markt. Die Single erlangte allerdings keinen Charts-Einstieg.
Erst nach einem Jahr meldete sich Kay zurück. Im Mai 2001 veröffentlichte sie ihre fünfte Single Girl’s Night. Diese debütierte auf Platz 100 der Oricon-Charts. Trotzdem entschied man sich, die Single als Schallplatte zu veröffentlichen. Auf der Platte befindet sich ein Remix zu Girl’s Night von Shin’ichi Ōsawa. Anschließend veröffentlichte man im Juli 2001 die sechste Single Ex-Boyfriend. Die Single ist ein Featuring mit Gesang von M-Flo, außerdem beinhaltet die Single als B-Seite eine Cover-Version von Cyndi Laupers Time After Time. Die Single debütierte auf Platz 44 der Charts. Im August veröffentlichte das Label dann ihr zweites Studioalbum, welches 637: Always and Forever heißt. Es debütierte auf Platz 19 der Charts und sicherte ihr ihren ersten Top-20-Einstieg. In acht Wochen verkaufte sich das Album fast 50.000 Mal. Im November veröffentlichte sie zum Abschluss des Jahres ihre weihnachtliche Ballade Think of U; die Single erreichte allerdings nur Platz 60 der Charts.

### 2002 bis 2004: Durchbruch mitAlmost Seventeen
Für Crystal Kay war 2002 ein entscheidendes Jahr. Am 7. August 2002 brachte sie ihre achte Single Hard to Say auf den Markt und debütierte auf Platz 26, das macht die Single zur ersten Single von Crystal Kay, die in den Top 40 der Oricon-Charts platziert war. Zwei Monate später, am 23. Oktober, veröffentlichte sie ihre neunte Single Girl U Love, welche nur Platz 156 erreichte, und ihr drittes Studioalbum Almost Seventeen. Das Album landete auf Platz 2 der Oricon-Charts und verkaufte sich 2002 ganze 213.023-mal und belegte Platz 62, der meistverkauften Alben in Japan 2002. Nach 58 Wochen in den japanischen Oricon-Charts, verkaufte sich das Album allerdings insgesamt ca. 355.000-mal und wird heute auf 400.000 verkaufte Einheiten geschätzt, außerdem wurde das Album mit Platin ausgezeichnet. Dies macht Almost Seventeen zu ihrem erfolgreichsten Tonträger überhaupt.
Am 8. Januar 2003 wurde die limitierte Version von Almost Seventeen eingestellt und die reguläre Version eingeführt. Der Unterschied besteht darin, dass die limitierte Version für 2.520 Yen (ca. 26 Euro) erhältlich war und nun die reguläre Version auf 2.940 Yen (ca. 30 Euro) angehoben wurde. Im selben Monat veröffentlichte sie ihre zehnte Single Boyfriend: Part II, erlangte aber nicht sehr an Erfolg. Im Juni veröffentlichte sie dann ihre elfte Single I Like It, die Single ist ein Featuring mit der Band M-Flo. Auf Platz 8 der Oricon-Charts debütierte die Single und verkaufte sich ca. 58.000-mal. Am selben Tag veröffentlichte M-Flo mit Crystal Kay die Single Reeewind!. Die Veröffentlichung zählt in M-Flo’s Diskografie. Einen Monat später, im Juli, wurde eine Vinyl zu I Like It / Reeewind! veröffentlicht. Vom 24. Juli bis zum 31. Juli gab Kay auch ihre erste Konzerttournee mit dem Namen Crystal Kay Live: 03 Already Seventeen, die Tour hatte allerdings nur vier Konzerte. Anschließend veröffentlichte Kay die Singles Candy (22. Oktober) und Can’t Be Stopped (27. November), welche allerdings nicht an den vorherigen Erfolg anknüpfen konnten. Parallel zum Veröffentlichungsdatum von Can’t Be Stopped, veröffentlichte Kay ihr viertes Studioalbum 4 Real. Fast 250.000-mal verkaufte sich das Album und landete auf Platz 6 der Oricon-Charts. Am 17. Dezember 2003 veröffentlichte sie ihr erstes englischsprachiges Studioalbum Natural: World Premiere Album. Obwohl der Titel danach klingt, wurde das Album nur in Japan veröffentlicht. Es beherbergt ihre veröffentlichten englischsprachigen Lieder und einige neue Titel, darunter viele Cover und die englische Version zu Can’t Be Stopped, welche nun Can’t Be Stopped: Til the Sun Comes Up heißt. Um für das Album zu werben, veröffentlichte man die englische Musikvideo-Version zu Can’t Be Stopped. Nach acht Wochen Aufenthalt in den Charts und einem Debüt mit Platz 8, verkaufte sich das Album etwas über 30.000-mal.
Im Jahre 2004 veröffentlichte Kay am 12. Mai ihre 14. Single Motherland, die Single landete auf Platz 9 der Charts und brachte ca. 43.000 verkaufte Tonträger. Der Titel wurde als dritter Abspann (Folge 26 bis Folge 41) von der Animeserie Fullmetal Alchemist verwendet. Ihre erste Kompilation, CK5, veröffentlichte sie am 30. Juni, hiermit wollte sie ihr fünfjähriges Bühnenbestehen feiern. Am selben Tag hatte sie auch ihre erste Video-Veröffentlichung CK99-04 Music Clips, im DVD- und UMD-Format. CK5 erreichte in der ersten Verkaufswoche den zweiten Platz, insgesamt verkaufte die CD sich etwas über 283.000-mal, erreichte Platin-Status und zählt als ihre erfolgreichste Kompilation. Auch die CK99-04 Music Clips Veröffentlichung darf sich als ihre erfolgreichste Video-Veröffentlichung erweisen, da es sich bis zu 8.000-mal verkaufte und auf Platz 2 der Oricon DVD-Charts einstieg. Die DVD verfügt über 14 Musikvideos, vier Werbungen, vier Making of’s und zwei alternative Musikvideo-Versionen, darunter die englische Version zu Can’t Be Stopped. Monate später veröffentlichte sie am 17. November ihre 15. Single Bye My Darling!. Die Single landete allerdings auf Platz 40 der Charts und hielt sich fünf Wochen in den Oricon-Charts. Das Musikvideo zu Bye My Darling! hat futuristische Elemente.

### 2005: Höhepunkt mitCrystal StyleundKoi ni Ochitara
Am 26. Januar 2005 wurde ihre 16. Single Kiss veröffentlicht, die Single debütierte auf Platz 10 und verkaufte sich ca. 65.000-mal und hielt sich 13 Wochen in den Charts. Anschließend am 2. März 2005 veröffentlichte Kay ihr fünftes Studioalbum, welches sie Crystal Style genannt hat. Um für das Album zu werben, veröffentlichte sie vorher nur zwei Singles Bye My Darling! und Kiss. Trotzdem verkaufte sich das Album, auf das ganze Jahr bezogen, ganze 296.756-mal und belegte 2005 Platz 44 in der Liste der meistverkauften Alben 2005 in Japan. Außerdem ist Crystal Style ihr zweit meistverkauftes Album. Auch die zweite Konzerttournee, welche Crystal Kay Live Tour: 05 CK Style hieß, folgte vom 19. März bis zum 6. Mai und hatte insgesamt neun Konzerte. Ihre bisher erfolgreichste Single war Koi ni Ochitara (恋におちたら), das in dem Filmdrama Koi ni Ochitara – Boku no Seikō no Himitsu (恋におちたら～僕の成功の秘密~) verwendet wurde und Platz 2 der Wochencharts erreichte. Über das gesamte Jahr 2005 gesehen erreichte diese Single mit 288.629 verkauften Exemplaren den 30. Platz. Anschließend veröffentlichte sie am 25. Oktober ihre 18. Single Two as One, welche ein Duet mit der damals erfolgreichen Band Chemistry ist. Die Single debütierte auf Platz 2 der Oricon-Charts und verkaufte sich über 100.000-mal, was die Single zu ihrer zweit erfolgreichsten Single macht.

### 2006 bis 2010: Sinkende Verkaufszahlen und Popularität
Als einzige Single des Jahres, von Crystal Kay, veröffentlichte sie am 8. Februar 2006 ihre Single Kiraknui / Together. Kirakuni ist letzteres ihre erste Single, die vom japanischen Titel im Refrain abgesehen, komplett in Englisch gesungen wird. Das Lied Together dagegen, wurde als Titelmelodie für die olympischen Winterspiele 2006 in Japan verwendet. Anschließend veröffentlichte sie im selben Monat ihr sechstes Studioalbum, Call Me Miss…, welches die Singles Koi ni Ochitara (恋におちたら), Two as One und Kirakuni / Together enthält. Das Album verkaufte sich über 250.000-mal und landete auf Platz 2 der Charts. Vom 17. März bis zum 6. April gab Kay ihre Konzerttournee Crystal Kay Live Tour: 06 Call Me Miss…, welche insgesamt 13 Konzerte hatte.
Anschließend veröffentlichte sie am 17. Januar 2007 ihre Ballade Kitto Eien ni (きっと永遠に). Die Single debütierte auf Platz 12 der Oricon-Charts und obwohl sich die Single ca. 20.000-mal im CD-Format verkaufte, verkaufte sich die Single als Download über 100.000-mal und wurde von der RIAJ mit Gold ausgezeichnet. Das Titellied wurde als Abspannmelodie zum japanischen Film Boku wa Imouto ni Koi wo Suru verwendet. Einen Monat später, am 28. Februar, veröffentlichte sie dann ihre 21. Single Konna ni Chikaku de… welche auf Platz 14 debütierte und auch von der RIAJ, für 100.000 legale Downloads, mit Gold ausgezeichnet wurde. Ihre 22. Single Anata no Soba de (あなたのそばで) wurde am 16. Mai veröffentlicht, landete auf Platz 30, verkaufte sich dagegen nur etwas über 7.000-mal und wurde nicht von der RIAJ ausgezeichnet. Anata no Soba de wurde auch erstmals für 525 Yen (ca. 5,40 Euro) angeboten und hatte nur einen Titel. Am 20. Juni veröffentlichte Crystal Kay ihr siebtes Studioalbum All Yours, welches sich für 14 Wochen in den Oricon-Charts halten konnte und sich insgesamt ca. 137.000-mal verkaufte. Das Studioalbum erreichte erstmals in Kay’s Karriere die Spitze der Oricon-Charts und ist bis heute ihr einziger Tonträger, der auf Platz 1 landete. Ihre erste EP Shining veröffentlichte Kay am 28. November 2011. Die EP besteht aus fünf Titeln, darunter ein Cover von Natalie Cole No More Blue Christmas. Die Crystal Kay Version existierte allerdings schon seit 2003, da sie das Lied für ihr englischsprachiges Album Natural: World Premiere Album aufnahm.
Im folgenden Jahr 2008 veröffentlichte sie ihre 23. Single Namida no Saki ni (涙のさきに) und ihre 24. Single One. Das Lied One wurde für den Film Pokémon 11 – Giratina und der Himmelsritter als Titelmelodie verwendet. Ihr achtes Studioalbum Color Change! veröffentlichte sie am 6. August 2008. Das Album sorgte für Wirbel, denn obwohl sich das Album nur etwas über 33.000-mal verkaufen konnte, wurde es von der RIAJ mit Gold ausgezeichnet. Die RIAJ zeichnet Tonträger erst mit 100.000 verschifften CDs mit Gold aus. Color Change! ist auf Rang #289 der meistverkauften Alben in Japan 2008 und ist seit 2001 ihr erstes Studioalbum, welches sich weniger als 100.000-mal verkaufen konnte. Ihre erste Download-Single veröffentlichte Crystal Kay am 15. Dezember 2008, welche Deate Kiseki (出会えた奇跡) heißt.
Für den Film Dolan’s Cadillac nahm Crystal Kay 2009 das Lied Hold On auf, es ist der Soundtrack und die Abspannmusik zum Film. Das Lied wurde komplett auf Englisch gesungen und wurde auch im internationalen Bereich verwendet. Das Lied befindet sich als B-Seite auf der Single Journey: Kimi to Futari de. Am 12. August versuchte es Crystal Kay mit ihrer 25. Single zurück in die Charts, die Single After Love: First Boyfriend / Girlfriend verfügt über zwei Duette. After Love: First Boyfriend ist ein Lied mit dem japanischen Sänger Kaname (aus der Band Chemistry), das Lied Girlfriend ist ein Duet mit der südkoreanischen Sängerin BoA. Als B-Seite verfügt die Single das Lied Deaeta Kiseki (出会えた奇跡). Allerdings hat dies alles nur für Platz 31 der Charts gereicht, die Single verkaufte sich fast 4.000-mal und hielt sich drei Wochen in den Charts. Zu ihrem zehnjährigen Bühnenbestehen veröffentlichte Crystal Kay ihre zweite Kompilation Best of Crystal Kay. Das Album wurde am 9. September in Japan veröffentlicht, am 24. September in Südkorea und am 26. September in Hongkong. Seit langer Zeit verkaufte sich ein Album von Crystal Kay auch mal wieder mit hohen Zahlen, denn das Album verkaufte sich mehr als 150.000-mal und landete in der Debütwoche auf Platz 3 der Oricon-Charts in Japan. Zum Jahresabschluss und zur Feier ihres Erfolgs von Best of Crystal Kay, wurde am 2. Dezember ihre zweite Video-Veröffentlichung CK 04-09 Music Clips 2: Decade veröffentlicht. Die Video-Veröffentlichung ist nur im DVD-Format erhältlich und enthält 14 Musikvideos und vier Making of’s. Die DVD erreichte allerdings nur Platz 253 der Charts und hielt sich auch nur eine Woche in den Charts. Auch ihr erstes Remixalbum The Best Remixes of CK wurde am 16. Dezember veröffentlicht, erlangte allerdings nur Platz 195 und hielt sich ebenfalls nur eine Woche in den Charts.
Im Februar 2010 veröffentlichte sie ihre zweite Download-Single Flash und am 19. Mai ihre dritte Download-Single Victoria. Nach den Veröffentlichungen, veröffentlichte sie am 16. Juni ihre zweite EP, welche Flash heißt, hierzu gab es ein gleichnamiges Lied mit Musikvideo. Im Musikvideo spielte Park Nam-hyun, einer der Tänzer von Rain und der Choreograf von 2PM mit. Das Musikvideo wurde von Wataru Takeishi gedreht, er drehte z. B. Videos für Ayumi Hamasaki. Parallel zur Veröffentlichung von der EP Flash, wurde zu ihrem zehnjährigen Bestehen in der Musikindustrie, ihre erste Konzert-DVD am 16. Juni 2010, namens Crystal Kay Live in NHK Hall: 10th Anniversary Tour CK10, veröffentlicht. Das Konzert wurde am 2. Dezember 2009 in der NHK Hall, in Tokio, aufgenommen. Die DVD ist auch erstmals im Blu-ray-Format erhältlich. Am 15. September veröffentlichte sie schließlich ihre vierte Download-Single Time of Love. Die 26. Single Journey: Kimi to Futuari de, veröffentlichte Kay am 24. November. Ihr zehntes Studioalbum Spin the Music wurde am 8. Dezember veröffentlicht und beinhaltet neben den neun neuen Liedern, die Download-Singles Flash und Time of Love und die Single Journey: Kimi to Futuari de. Allerdings startete sie mit Platz 42 in die erste Verkaufswoche. Insgesamt verkaufte sich das Album fast 9.000-mal.

### 2011 bis 2013: Delicious Deli Records und zehntes StudioalbumVivid
Ihre siebte Tour, Crystal Kay Live Tour 2011 Spin the Music, ging am 5. Februar 2011 los und sollte bis zum 29. März gehen, allerdings brach man die Konzerte ab, nachdem Kay krank wurde und die Ärzte Interstitielle Nephritis feststellten. Am 24. April gab Kay auf ihrem Blog eine Q&A-Runde für ihre Fans. Ein Fan fragte, ob sie über ein koreanischsprachiges Debüt nachdenkt, da ihre Mutter koreanische Wurzeln hat. Kay antwortete:„Ich kann sehr wenig Koreanisch sprechen (lol). Lesen und Schreiben kann ich perfekt, aber die Vokabeln zu lernen ist so schwierig! Es ist nicht gut, dass ich es nicht höre oder spreche. Ich sollte über ein koreanischsprachiges Debüt nachdenken! Ich würde es gut finden, wenn ich dazu fähig wäre, Koreanisch zu singen.“ Außerdem wechselte sie am 5. Oktober zu „Delicious Deli Records“, einem Label von Universal Music Japan. Als Comeback veröffentlichte Crystal Kay am 14. Dezember 2011 ihre 27. Single Superman, es ist ihre erste Single bei der Plattenfirma Delicious Deli Records. Die Single debütierte in den Oricon-Charts auf Platz 55 und hielt sich für zwei Wochen in den Charts. Allerdings erreichte das Lied Superman erstmals in Kay’s Karriere einen Top-10 Einstieg, in die Billboard Japan Hot 100, mit Platz 7. Parallel zur Veröffentlichung von Superman, veröffentlichte Kay am selben Tag ihre dritte Kompilation Love Song Best, welche einen Charts-Einstieg von Platz 81 schaffte.
Für die Opfer vom Tōhoku-Erdbeben 2011 nahm Kay mit vielen weiteren japanischen Künstlern, als Band Japan United with Music, die Single All You Need Is Love auf. Die Single erschien am 3. März 2012 und das Lied ist ein Cover von The Beatles. Im Jahr 2012 veröffentlichte sie außerdem am 14. März 2012 ihre 28. Single Derishasu na Kinyoubi / Haru Arashi (jap. デリシャスな金曜日 / ハルアラシ), welche auf Platz 171 der Oricon-Charts debütierte und sich in der ersten Woche nur 375-mal verkaufen konnte. Ein weiteres Projekt folgte am 11. April, da sie mit dem japanischen Sänger Tee ein Duett aufnahm und die Single Answer veröffentlichten. Für das am 25. Mai erschienene vierte Studioalbum von Far East Movement, Dirty Bass, nahm sie mit der Band das Lied Where the Wild Things Are auf. Hauptsächlich singt sie den Refrain im Lied, als Download erschien das Lied am 18. Mai und produziert wurde das Lied von Stereotypes. Am 6. Juni wurde ihre 29. Single Forever veröffentlicht, welche keinen Charts-Einstieg schaffte, allerdings erreichte das Lied Forever den sechsten Platz in den wöchentlichen Billboard Japan Hot 100 und außerdem belegte das Lied Platz 1 in den Japan Airplay Top 10. Außerdem wurde am 27. Juni ihr zehntes Studioalbum Vivid veröffentlicht, welches sich in der ersten Woche 3.263-mal verkaufte und damit auf Platz 35 der Oricon-Charts in Japan debütierte. Mit Bradberry Orchestra und diversen anderen Artisten, veröffentlichte Kay die Single Physical am 27. Juli. Die Single gehört allerdings nicht in Kay’s Diskografie. Für den 10. Oktober 2012 kündigte Kay eine weitere Download-Single Endless Love an. Das Lied ist ein Duett mit dem erfolgreichen Künstler Lionel Richie und wird als zeitloses Liebeslied beschrieben. Kay wurde auch für das 25. Jubiläum von Final Fantasy ausgewählt, das Titellied Eyes on Me (Final Fantasy VIII) zu singen. Das Lied ist als 13. Titel auf dem Final Fantasy Orchestra Album, welches am 26. Dezember 2012 veröffentlicht wurde. Dazu flog sie auch nach London, um dort beim Jubiläum aufzutreten.
Es wurde bekannt gegeben, dass Kay einer Musikgruppe beigetreten ist, die sich Dance Earth Party nennt und aus drei weiteren Mitgliedern, Usa, Tetsuya und Nesmith, besteht, welche aus der japanischen Musikgruppe Exile hervorgehen. Zusammen veröffentlichen sie am 16. Januar 2013 die erste Single Inochi Rhythm (jap. イノチノリズム). Für ihren 27. Geburtstag, veröffentlichte Kay am 27. Februar 2013 ihre fünfte Download-Single, welche My Heart Beat heißt und als B-Seite über einen weiteren Titel, Kaze no Kanata (jap. 風の彼方), verfügt. Im Oktober des Jahres wurde eine offizielle englischsprachige Webseite für die Vereinigten Staaten eröffnet, im Hintergrund konnte man ein neues Lied mit dem Titel Dum Ditty Dumb hören. Dies war eine Anspielung auf ein US-Debüt.

### Seit 2014: Debüt in den Vereinigten Staaten und neue Managementpolitik
Zum Valentinstag 2014 veröffentlichte sie ihr Musikvideo zu Busy Doing Nothing, welches in New York gedreht wurde, dazu eröffnete sie vorher eine offizielle Facebookseite, auf durchgehend in englischer Sprache, für ihre Fans in der Welt. Seit dem 23. Februar 2014 wird das Lied auch über iTunes angeboten. Die Single erlangte jedoch keine große Aufmerksamkeit, genauso wie ihre folgenden Veröffentlichungen Rule Your World (Mai 2014) und Dum Ditty Dumb (August 2014). Zu ihrer Veröffentlichung, der Download-Single, Dum Ditty Dumb, betitelte sie den Stil des Liedes als Yokohama Ratchet Pop. Dieser neue Stil leitet sich aus den Einflüssen vom traditionellen japanischen Koto und ihrer temperamentvollen Stimme, die sich mühelos, von der englischen, in die japanische Sprache, verändert.
Im Jahr 2015 widmete sich Crystal Kay dem japanischen Markt wieder zu. Unter der Managementpolitik von der Talentagentur LDH, die sie bereits 2013 beigetreten war, kündigte sie ihre 30. Single mit dem Titel Kimi ga Ita Kara (君がいたから) für den 3. Juni 2015 an. Zuvor wurde das Lied The Light als Download am 10. April veröffentlicht – das Lied war das japanische Werbelied für das Smartphone Samsung Galaxy S6 / Samsung Galaxy S6 Edge. Anschließend veröffentlichte man die Single Kimi ga Ita Kara auch als Download im Mai des Jahres. Der Grund, warum das Lied als Download vor der physischen Single veröffentlicht wurde, bestand darin, da das Lied für das Dorama Wild Heores als Titellied verwendet wurde und somit mit der Ausstrahlung erhältlich sein sollte. Besonders hierbei ist, dass Takahiro (aus der Musikgruppe Exile) in dieser Serie mitspielt und einen sehr bekannten Künstler der Talentagentur LDH darstellt. Für den September kündigte man eine kollaborative Single mit Namie Amuro, unter dem Titel Revolution an. Die Single debütierte auf #6 der Oricon-Charts und war damit ihr erster Top-10-Einstieg, seit der kollaborativen Single Two as One mit Chemistry im Jahr 2005. Schließlich kündigte man für den 22. Oktober des Jahres die Download-Single Nando Demo (何度でも; eine beliebige Anzahl von Malen) an. Gleichzeitig verkündete man auch, dass am 16. Dezember 2015 ihr elftes Studioalbum veröffentlicht werden soll, welches später den Titel Shine bekam. Das Studioalbum konnte sich mehr als 17.000-mal verkaufen, außerdem erreichte es eine Höchstplatzierung von 10, womit es ihr erster Top-10-Einstieg und ihr meistverkauftes Album seit Best of Crystal Kay (2009) war.
Am 23. März 2016 veröffentlichte Kay ihre Single Sakura, in dessen Musikvideo Yūki Furukawa und Riria Kojima mitspielten, allerdings blieb zum Zeitpunkt der Veröffentlichung der Erfolg der Single aus. Im selben Jahr veröffentlichte sie am ersten Juni die Download-Single Waiting for You (CM Ver.), die als Werbelied für Musee Platinum in Japan verwendet wurde. Das Lied fand zuvor als originale Version seinen Platz als zweiten Titel auf ihrer im März veröffentlichten Single Sakura. Im September veröffentlichte sie ihre Single Lovin' You die keinen kommerziellen Erfolg genießen konnte, da die Single nur auf #149 der Oricon-Charts einstieg und sich dort eine Woche aufhielt. Im Dezember 2016 erschien das Album Cyborg des französischen Rappers Nekfeu, auf dem sie im Lied Nekketsu den Refrain auf Japanisch singt.

## Einflüsse
Crystal Kay gilt als Pionier für Künstler mit Migrationshintergrund in Japan. Sie debütierte 1999, zu dieser Zeit blühte R&B, dank Künstlern wie Double, Misia und Utada Hikaru, in Japan auf. Ihr Erfolg prägte den damit entstandenen Mainstream von Künstlern mit Migrationshintergrund in Japan, dazu zählen Künstler wie Thelma Aoyama, Anna Tsuchiya, Angela Aki und der halb afroamerikanische, halb japanische Enka-Sänger Jero.
2009 sagte Kay: „Es existiert immer noch ein rassistisches Verhalten, trotzdem halten Menschen nach außergewöhnlichen Menschen ausschau. Man kann eine Menge gemischter Menschen im Fernsehen sehen, sogar als Models in Magazinen.“ Im selben Jahr, auf einem Sommerfestival, ließ die Sängerin Emi Maria, welche Wurzeln aus Japan und Papua-Neuguinea hat, für Kay, eine Demo und eine Notiz da, worauf stand: „Du bist mein Idol, ich bin traurig, dass ich dich nicht persönlich treffen konnte.“
In einem Interview kommentierte sie: „Ich bezeichne mich Selbst als japanische Artistin, weil ich hier geboren und groß geworden bin, aber wenn man von der Nationalität, meinem Aussehen und meinem Verhalten ausgeht, bin ich eine Ausländerin.“
Die Sängerin Reina Washio, aus der Musikgruppe E-Girls, zählt Crystal Kay zu ihren Lieblingskünstlern.

## Sonstiges
- Crystal Kay hat insgesamt mehr als 2.750.000 Tonträger in Japan verkauft.

## Diskografie
Studioalben

| Jahr | Titel                         | Höchstplatzierung, Gesamtwochen, AuszeichnungChartsChartplatzierungen (Jahr, Titel, Platzierungen, Wochen, Auszeichnungen, Anmerkungen) | Anmerkungen                                                    |
| Jahr | Titel                         | JP | Anmerkungen                                                    |
| ---- | ----------------------------- | --- | -------------------------------------------------------------- |
| 2000 | C.L.L Crystal Lover Light     | JP60 (4 Wo.)JP | Erstveröffentlichung: 23. März 2000 Verkäufe JP: + 19.390      |
| 2001 | 637: Always and Forever       | JP19 Gold · (8 Wo.)JP | Erstveröffentlichung: 22. August 2001 Verkäufe JP: + 48.553    |
| 2003 | Almost Seventeen              | JP2 Platin · (59 Wo.)JP | Erstveröffentlichung: 8. Januar 2003 Verkäufe JP: + 354.913    |
| 2003 | 4 Real                        | JP6 Platin · (24 Wo.)JP | Erstveröffentlichung: 27. November 2003 Verkäufe JP: + 247.540 |
| 2003 | Natural: World Premiere Album | JP34 (9 Wo.)JP | Erstveröffentlichung: 17. Dezember 2003 Verkäufe JP: + 30.073  |
| 2005 | Crystal Style                 | JP2 Platin · (31 Wo.)JP | Erstveröffentlichung: 2. März 2005 Verkäufe JP: + 296.756      |
| 2006 | Call Me Miss…                 | JP2 Platin · (17 Wo.)JP | Erstveröffentlichung: 22. Februar 2006 Verkäufe JP: + 250.698  |
| 2007 | All Yours                     | JP1 Gold · (14 Wo.)JP | Erstveröffentlichung: 20. Juni 2007 Verkäufe JP: + 136.841     |
| 2008 | Color Change!                 | JP8 Gold · (7 Wo.)JP | Erstveröffentlichung: 6. August 2008 Verkäufe JP: + 33.290     |
| 2010 | Spin the Music                | JP42 (6 Wo.)JP | Erstveröffentlichung: 8. Dezember 2010 Verkäufe JP: + 8.535    |
| 2012 | Vivid                         | JP35 (4 Wo.)JP | Erstveröffentlichung: 27. Juni 2012 Verkäufe JP: + 5.461       |
| 2015 | Shine                         | JP10 (9 Wo.)JP | Erstveröffentlichung: 16. Dezember 2015 Verkäufe JP: + 17.272  |
| 2018 | For You                       | JP30 (4 Wo.)JP | Erstveröffentlichung: 13. Juni 2018 Verkäufe JP: + 3.691       |

## Konzerttourneen

### Live-Tourneen
1. Crystal Kay Live: 03 Already Seventeen – 24. Juli 2003 bis 31. Juli 2003, insgesamt vier Konzerte.
2. Crystal Kay Live Tour: 05 CK Style – 19. März 2005 bis 6. Mai 2005, insgesamt neun Konzerte.
3. Crystal Kay Live Tour: 06 Call Me Miss… – 17. März 2006 bis 6. April 2006, insgesamt 13 Konzerte.
4. Crystal Kay Live Tour: 07 All Yours – 23. August 2007 bis 18. September 2007, insgesamt 15 Konzerte.
5. Crystal Kay Live Tour: 08 Color Change! – 8. Oktober 2008 bis 7. November 2008, insgesamt elf Konzerte.
6. Crystal Kay 10th Anniversary Tour CK10 – 6. November 2009 bis 2. Dezember 2009, insgesamt zehn Konzerte.
7. Crystal Kay Live Tour 2011 Spin the Music – 5. Februar 2011 bis 22. März 2011, insgesamt elf Konzerte (allerdings wegen Krankheit abgesagt)
8. Crystal Cafe 2012 – 6. März 2012 bis zum 16. März 2012, insgesamt vier Konzerte.
9. CK 2012 Live: Vivid – 7. September 2012 und am 8. September 2012, zwei Konzerte.
10. Crystal Cafe 2013 – 4. März 2013 bis 10. März 2013, insgesamt fünf Konzerte.

### Events
1. Christmas Live Merry Crystal – Am 23. Dezember 2001, es fand in der Yokohama Bay Hall in Yokohama statt.
2. Crystal Kay Live Party Crystal Summer ’02 – Am 30. August 2002, es fand im Shibuya-Ax in Tokio statt.
3. Crystal Kay Live ’03 Foreal – Am 24. Dezember bis zum 25. Dezember 2003, es waren zwei Konzerte und beide fanden im Pacifico Yokohama in Yokohama statt.
4. Crystal Kay Live ’04 CK5 and Counting – Am 24. Dezember bis zum 25. Dezember 2004, es waren zwei Konzerte und beide fanden im Pacifico Yokohama in Yokohama statt.
5. Crystal Kay Xmas Live ’05 – Am 25. Dezember 2005, es fand im Yokohama Landmark Tower in Yokohama statt.
6. Crystal Kay Xmas Live ’06 Crystal Xmas – Am 25. Dezember 2006, es fand im Pacifico Yokohama in Yokohama statt.
7. Crystal Kay Xmas Live ’07 All Yours: Winter Special Supported by Itoen Tully’s Barista’s Special – Am 24. Dezember 2007, es fand im Pacifico Yokohama in Yokohama statt.
8. Crystal Kay Xmas Live ’08 Color Change!: Winter Special Supported by Itoen Tully’s Barista’s Special – Am 3. Dezember 2008, es fand im Pacifico Yokohama in Yokohama statt.
9. Metro Premium Time Vol.1 Crystal Kay Live – Am 26. August 2009 im Sony Music Entertainment (Japan) Inc. Gebäude.
10. Bright Christmas 2009 Music On! TV Presents Xmas Live in 東京丸の内 Crystal Kay X’mas: 10th Anniversary Special – Am 24. Dezember 2009 im Marunouchi Building.
11. Space Shower TV Presents Private Xmas Party with Crystal Kay – Am 24. Dezember 2010 im Shibuya WWW.
12. Banana Republic and Crystal Kay Present Holiday Song Gift – Am 31. Januar 2012 im Ristorazione Le G.A.
13. Crystal Kay Live Unbreakable Spirit – Am 15. April 2012 im Yokohama Blitz in Yokohama.
14. Crystal Kay Live – Am 28. Juni 2012 im Crysta Nagahori (Einkaufszentrum).

## Filmografie

### Filme und Serien
| Jahr | Titel                                              | Rolle                   | Anmerkung                                     |
| ---- | -------------------------------------------------- | ----------------------- | --------------------------------------------- |
| 2008 | Pokémon 11 – Giratina und der Himmelsritter (Kino) | Chansey                 | Synchronsprecherin für die japanische Version |
| 2009 | Yamagata Scream (Kino)                             | Cayce Chihiro Sebastian | Nebenrolle – Horrorfilm                       |
| 2010 | Hidarime Tantei Eye (Fernsehen)                    | Akira Kokusho           | Krimiserie                                    |
| 2011 | Happy Feet 2 (Kino)                                | Gloria                  | Synchronsprecherin für die japanische Version |

### Werbeverträge
| Jahr      | Firma             | Titel                                       | Anmerkung  |
| --------- | ----------------- | ------------------------------------------- | ---------- |
| 2002–2003 | Sony              | MD Walkman                                  | Walkman    |
| 2003      | Tōkyō Mode Gakuen | Tōkyō Mode Gakuen                           | Modeschule |
| 2004–2005 | NTT DoCoMo        | Music Porter                                |            |
| 2007      | Ito En            | Tully’s Barista’s Special                   | Getränk    |
| 2007      | Parco             | Chikyuu ga Ichiban Kagayaku Hi. Parco X’Mas |            |

### Radiosendungen
| Jahr      | Titel                         | Anmerkung                    |
| --------- | ----------------------------- | ---------------------------- |
|           | Boys & Girls Night            |                              |
|           | Kiite Milk!! (きいてミルク!!) |                              |
| 2006–2007 | Hama Love (濱 LOVE)           |                              |
| 2007      | Artist Produce Super Edition  | Juni-Ausgabe mit Crystal Kay |
| 2007–2008 | The Universe                  |                              |
| 2008–2009 | Standby Oh! My Radio          |                              |
| 2008–2009 | Oh! My Radio                  |                              |